# Oresbius punctifer
Oresbius punctifer là một loài tò vò trong họ Ichneumonidae.